# Friedrich Wilhelm Mitschke
Johann Friedrich Wilhelm Mitschke (sorbisch Jan Bjedrich Wylem Mička; * 18. Oktober 1789 in Reichwalde; † 24. September 1839 in Purschwitz) war ein sorbischer lutherischer Geistlicher.

## Leben

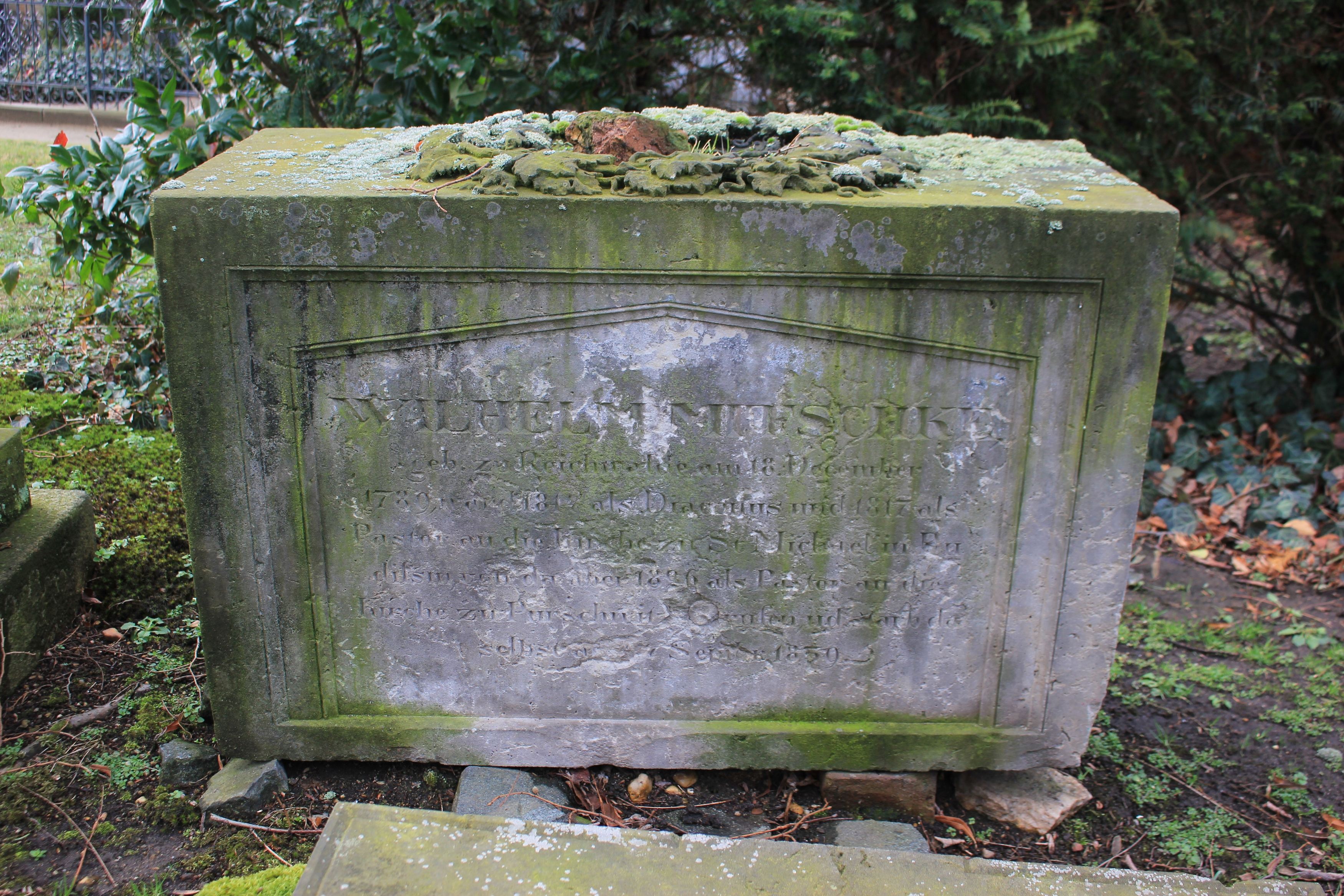
Grabmal von Pfarrer Mitschke auf dem Purschwitzer Friedhof

Mitschke besuchte das Gymnasium in Bautzen von 1802 bis 1807. An der Universität Leipzig wurde er am 21. Mai 1807 im Fach Theologie immatrikuliert, wechselte jedoch bereits im Folgejahr an die Universität Wittenberg. Er war Mitglied der Lausitzer Predigergesellschaft (Matr. Nr. 123) in Leipzig. 1807 folgte er seinen Oberlausitzer Schulkameraden Christian Friedrich Stempel und Johann Lehmann und war zusammen mit ihnen Gründungsmitglied des Corps Lusatia.
Von 1810 bis 1814 war er Hauslehrer in Bautzen. 1814 wurde er zum Diakon geweiht, ab 1817 war er Pfarrer zu St. Michael in Bautzen, ab 1826 schließlich Pfarrer in Purschwitz als Nachfolger seines Vaters.
Er starb dort am 24. September 1839 und wurde mit sorbischer und deutscher Predigt beerdigt. Er war verheiratet mit Karoline Hilbenz, der Tochter seines Amtsvorgängers als Pfarrer zu St. Michael in Bautzen, sie hatten einen Sohn und mehrere Töchter.

## Werke
- 1818 gehörte er zu den Herausgebern der sorbischen Bibel.[4]
- 1819: Kurze Geschichte der Kirchgemeinde zu St. Michael in Budissin bei Gelegenheit ihrer 200jährigen Jubelfeier. Lehmann, Budissin.[5] (Digitalisat).